# Hao (comuna)
Hao é uma comuna da Polinésia Francesa, no arquipélago de Tuamotu. Estende-se por uma área de 65 km², com 1.342 habitantes, segundo os censos de 2007, com uma densidade de 21 hab/km².